# Prix Aurélie-Nemours
Le Prix Aurélie-Nemours est un prix annuel créé par l'artiste elle-même en 2000.

## Description
En 2000, Aurélie Nemours crée un prix annuel qui porte son nom. Le prix Aurélie Nemours récompense chaque année, un ou une artiste engagée dans une recherche plastique rigoureuse et dont l’œuvre est empreinte de spiritualité. Le jury du prix est constitué des membres de l’Association culturelle Nemours, créé en 1998.
En 2022, pour son vingtième anniversaire, la fondation Aurélie Nemours organise une exposition présentant une sélection d’œuvres des lauréats, à Mouans-Sartoux.

## Artistes primés
- 2000 : Julije Knifer[3]
- 2001 : Imi Knoebel
- 2002 : Adalberto Mecarelli
- 2007 : Bernard Aubertin
- 2008 : Helmut Federle[4]
- 2011 : Cécile Bart [5]
- 2013 : Didier Vermeiren[6]
- 2016 : Jean-François Dubreuil[7]
- 2018 : Philippe Decrauzat [8]
- 2020 : Esther Stocker [9]
- 2021 : Pe Lang et Marianthi Papalexandri-Alexandri[10]
- 2023 : Irma Boom et Hans-Jörg Glattfelder[11]
- 2024 : Susanna Fritscher[12]